# Менсдорф-Пули, Александр фон
Граф Александр фон Менсдорф-Пули, также «Поульи», «Пуйи» (нем. Alexander Constantin Albert Graf von Mensdorff-Pouilly, Furst von Dietrichstein; 4 августа 1813 — 14 февраля 1871) — австрийский военный и государственный деятель, генерал кавалерии (2.5.1868), министр иностранных дел в 1864—1866, исполняющий обязанности председателя Совета министров в течение месяца в 1865.

## Биография
Младший сын лотарингского дворянина Эмануэля де Пуйи (1777—1852) от морганатического брака с Софией Саксен-Кобургской, старшей сестрой Анны Фёдоровны, герцогини Виктории Кентской и первого короля Бельгии Леопольда. В 1818 супругам был дарован титул графа и графини Менсдорф-Пуйи.
В 1829 поступил на военную службу, в 1836 получил чин ротмистра, в 1844 — майора. Во время революции 1848—1849 участвовал в подавлении национально-освободительного движения в Италии и Венгрии. В 1849 стал полковником, а 27.11.1850 — генерал-майором.
За военные заслуги возведен в рыцарское достоинство Военного ордена Марии Терезии.
Вместе с прусским и голштинским комиссарами Александр управлял в 1850—1852 годах Шлезвиг-Гольштейном, до его передачи датчанам. В 1852 году назначен послом в России, однако уже в 1853 уехал в Великобританию.
В 1859, во время Австро-итало-французской войны — командир кавалерийской бригады 7 армейского корпуса, 1.3.1859 получил чин фельдмаршал-лейтенанта.
С 1861 по 27 октября 1864 — генерал-губернатор Галиции, затем наместник на Буковине.
27 октября 1864 назначен министром императорского двора и министром иностранных дел. Программа «министерства трех графов» — прозвище, данное ему за сотрудничество в нём графов Белькреди, Лариша (министр финансов) и Менсдорфа, — была программой феодалов: в иностранных делах — абсолютизм, то есть предоставление армии, финансовых и дипломатических сношений в бесконтрольное ведение монарха; во внутренних делах — областная автономия, особенно выгодная для аристократии. После поражения в Австро-прусско-итальянской войне был отправлен в отставку. В 1870 назначен откомандированным генералом в Аграме, затем (с 1870) наместником в Богемии.

## Брак и дети
Состоял в браке с Александриной фон Дитрихштейн (1824—1906), последней представительницей княжеского рода Дитрихштейнов, внучкой Франца Дитрихштейна и графини Александры Шуваловой. 
В браке родилось четверо детей:
- Мария Габриэла (1858–1889) - вышла замуж за графа Хуго Калноки
- Хьюго Альфонс (1858-1920) - дипломат, генерал. Был женат на Ольге Александровне Долгорукой, дочери А. С. Долгорукова, в браке родилось 4 детей:
  - Александрина (1894-?)
  - Ольга  (1897 - ?)
  - Александр (1899 - ?)
  - Мария Эпифания (1901 - ?)
- граф Альберт (1861—1945) — австро-венгерский дипломат. Женат не был. Детей не имел.
- Клотильда (1867—1942) - была женой графа Альберта Аппоньи, в браке родилось трое детей:
  - Георг Александр Аппоньи (1898-1970)
  - Мария Александрина Аппоньи (1899-1967)
  - Юлиана (1903—1994)